# 中鉢正美
中鉢 正美（ちゅうばち まさよし、1920年12月30日 - 2013年7月11日）は、日本の経済学者、経済心理学研究者、慶應義塾大学名誉教授。
「生活」をキーワードに、心理学・生態学の視点を加えて人間の経済行動を学際的に研究し、「生活構造論」の方法を確立する傍ら、行政の各種諮問委員として幅広くフィールドワークを行い、日本の社会政策、社会保障の充実に寄与した。元（財）地域開発研究所所長。第4回今和次郎賞受賞。

## 経歴
（「回想・林試の森」（1995）P.203～205より作成）
- 中鉢不二郎（医師）の長男として東京に生まれる。祖父は政治家の中鉢美明。
- 1933年（昭和8年）慶應義塾普通部（旧制）入学、在学中に昆虫や貝類の研究に興味を持ち、生物学を志すが果たせず[2]。
- 1940年（昭和15年）慶應義塾大学経済学部に進学、翌年から自然科学と経済行為との接点を求めて経済心理学を専攻。指導教授は藤林敬三[3]。
  - 在学中にヒックスの消費者選択の理論とゲシュタルト心理学（横山松三郎に師事）を研究し、心理学用語の「履歴効果」が人間の経済行動に現れる事に注目する。[2]
- 1943年（昭和18年）大学院特別研究生。在籍中に結婚[4]。
- 1946年（昭和21年）慶應義塾大学経済学部助手、中央労働学園嘱託となるも、直後に長期間病気療養[5]。
- 1949年（昭和24年）鎌倉に転居（1966年まで居住）、鎌倉アカデミア創立者の三枝博音の知遇を得る[6]。また美術・建築から「生活学」「考現学」を提唱した今和次郎に私淑して実証研究を志す[7]。
- 1950年（昭和25年）厚生科学研究費による最低生活費と生活保護基準に関する調査研究（主査・大河内一男）に参加[4]。
- 1951年（昭和26年）慶應義塾大学経済学部助教授。医学・衛生学出身の籠山京に師事、労働力再生産過程を視野にマルクスの労働力概念を独自の立場から研究[2]。
- 1956年（昭和31年）籠山の医学的知見と経済学的分析を総合した「生活構造論」（好学社）を上梓[4]。
- 1950年代より、日本建築学会（住宅困窮度の判定）、厚生省（中央賃金審議会、厚生統計協議会、医療保障委員）、行政管理庁（統計審議会）、農林省（米価審議会）、経済企画庁（経済審議会）などの各種委員を歴任[8]。
- 1957年（昭和32年）慶應義塾大学教授[8]。
- 1960年（昭和35年）経済学博士。（論文「家庭生活の構造における履歴効果」）[8]。
- 1964年（昭和40年）-1965年 米ミシガン大学日本研究センターに派遣[8]。
- 1965年（昭和40年）社会保障研究所専門委員、厚生省の原爆医療審議会委員[8]。
- 1966年（昭和41年）より社会政策学会代表幹事[9]。厚生省衛生局による原爆被爆者生活実態に関する面接調査を広島にて実施。その後1975年（昭和50年）にも再調査[8]。
- 同年より、厚生省（家内労働委員会）、東京都（東京都公衆浴場料金協議会、環境衛生適正化審議会）、文部省（学術審議会諮問委員）、総理府（婦人に関する諮問調査会、社会保障制度審議会、婦人問題企画推進会議）などの委員を歴任。
- 1969年（昭和44年）慶應義塾大学通信教育部長[8]。
- 1969年（昭和44年）-1971年（昭和47年）慶應義塾大学経済学部長
- 1969年（昭和44年）-1976年（昭和51年）（財）地域開発研究所所長（前任は寺尾琢磨、後任は高橋潤二郎[10]）、又この間、お茶の水女子大学、上智大学、日本社会事業大学、日本女子大学、東京大学（就任順）で非常勤講師。
- 1973年（昭和48年）7月、社会福祉法人恩賜財団慶福育児会評議員・理事[8]。
- 1975年（昭和50年）7月、日本生活学会研究会担当理事
- 1978年（昭和53年）日本生活学会より第4回今和次郎賞受賞。対象研究は「高齢化社会の家族周期」
- 1979年（昭和54年）一橋大学での被爆者生活実態調査の会議途中に脳梗塞で倒れ療養[11]。
- 1982年（昭和57年）放送大学開学準備委員。開学後は引き続き「生活史」講座を担当。
- 1986年（昭和61年）3月末付で塾大学を定年退職[12]。直ちに名誉教授に発令、終身在職した。
- 1987年（昭和62年）小松短期大学開学準備委員。引き続き教授。
- 1995年（平成7年）研究の集大成として「新版・生活構造論／回想・林試の森」（私家出版）を上梓。
- 2013年（平成25年）7月11日、老衰のため死去[13]。

## 著書

### 単著
- 『家庭生活の構造―生活構造論序説』好学社 1953
- 『生活構造論』好学社 1956
- 『現代日本の生活体系』ミネルヴァ書房 1975
- 『新版・生活構造論／回想　林試の森』1995年 私家版・非売品

### 共編著
- 『家庭経済論』（家庭科学全書）籠山京共著 国土社 1950
- 『家族周期と生活研究　児童養育費調査報告書』至誠堂 1970
- 『家計調査と生活研究』（生活古典叢書）光生館 1971
- 『家族周期と生活構造 児童養育費調査報告書』（社会保障研究所研究叢書）至誠堂 1971
- 『老齢保障論』黒住章、松本浩太郎共編 有斐閣双書、1975
- 『高齢化社会の家族周期 老齢者世帯生活調査・中高年者生活総合調査』（社会保障研究所研究叢書）至誠堂 1976（今和次郎賞）
- 『家族周期と世代間扶養 老齢者世帯生活調査・中高年者生活総合調査 2』（社会保障研究所研究叢書）至誠堂 1978
- 『生活学の方法』編著 ドメス出版 1986
- 『生活史』（編著）放送大学教育振興会 1986年
- 平恒次著　『人間性の経済学――もう一つの豊かな社会論――』への「序文」　（ダイヤモンド現代選書）1970

### 監訳
- フィリップ・ハンソン『ソ連の消費水準－西側諸国との比較』金田良治訳 ミネルヴァ書房 1977

### 記念論集
- 『近代日本の生活研究－庶民生活を刻みとめた人々』生活研究同人会・編著（中鉢正美教授還暦記念）光生館（本人の執筆部分なし・年譜付き）

## 人物・挿話
趣味は、動物生態・能面鑑賞。
カトリック目黒教会（聖アンセルモ教会）の教会員であり、自身の洗礼名もアンセルモ（アンセルムス）。
経済学者として活動する傍ら生物学（貝類研究）の記事も執筆している。